# Sansui Electric Co.
Sansui Electric Co., Ltd. ( 山水電気株式会社, Sansui Denki Kabushiki-gaisha), était un fabricant japonais de produits de haute-fidélité audio et vidéo, basé à Tokyo au Japon. L'entreprise, aujourd'hui disparue, subsiste au travers l'utilisation commerciale de son nom de marque, notamment au Japon où elle est affiliée au groupe Doshisha.

## Une histoire en trois temps

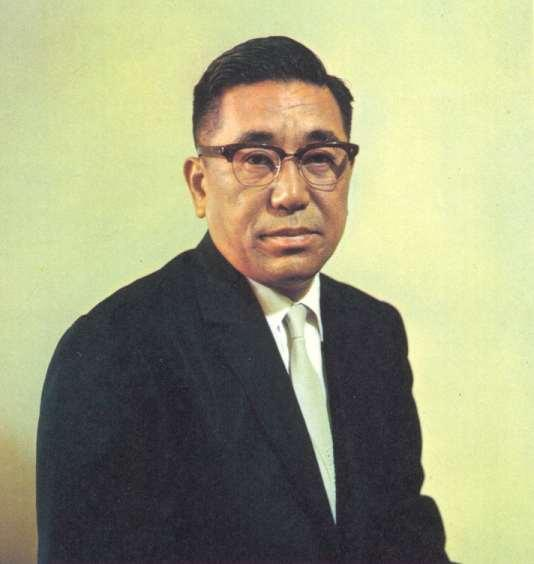
Le fondateur, Kosaku Kikuchi.

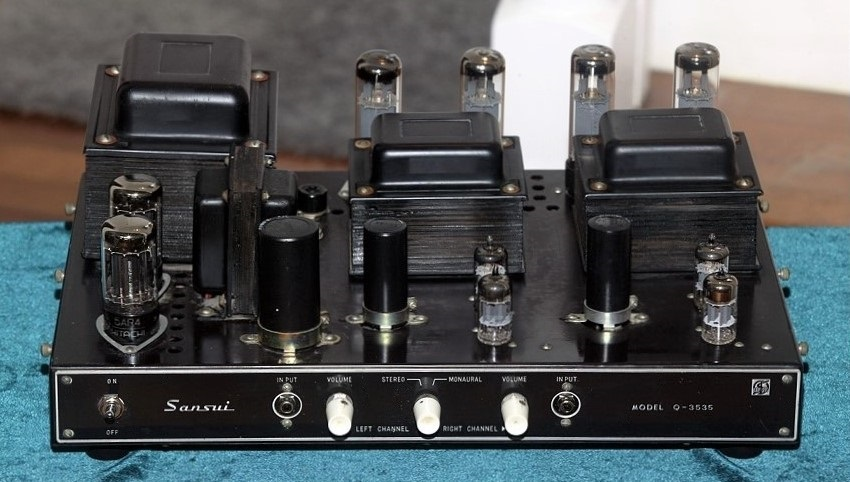
Un amplificateur de puissance stéréo Q-3535 (1958).

D’abord fabricant de transformateurs basse tension, Sansui acquiert au début des années 1960 une réputation de fabrication de composants audio de qualité ; nombre d'éléments Hi-Fi de cette période jusqu'à la fin du Modèle:S-XX restent très appréciés des audiophiles.

### L’essor
Avant et pendant la Seconde Guerre mondiale, Kosaku Kikuchi, le fondateur, travaille pour un distributeur de récepteurs radio à Tokyo.
En raison de la mauvaise qualité des produits qu'il a à dépanner, il décide de lancer sa propre unité de fabrication de composants radio et inaugure la première usine Sansui en décembre 1944 à Yoyogi Kamihara, Shibuya-Ku, Tokyo.
Il choisit alors le transformateur électrique comme ligne de production initiale, avec l'idée suivante : « Même avec des prix plus élevés, fabriquons la meilleure qualité de produits; ils assureront notre renommée et les affaires suivront ».

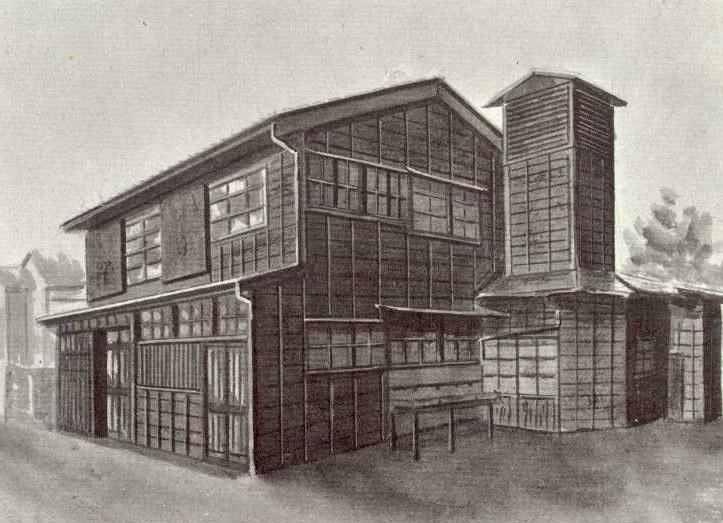
La première usine à Tokyo

Afin de réunir des fonds pour développer l'entreprise, la Sansui Electric Co. est fondée en 1947. Son capital initial est d'environ 180 000 Yens (500 $ US de l'époque). La firme compte alors une dizaine d'employés et produit essentiellement des transformateurs de puissance d'entrée/sortie et des bobines d'arrêt.
En 1952, elle commence à fournir des stabilisateurs de tension en complément des 40 différents modèles de transformateurs conçus par ses 52 employés.
L'année 1954 voit le début de la fabrication de préamplis, de kits d'amplis et de modèles d'amplificateurs intégrés. Selon l'un des cadres d'origine : « En améliorant la qualité des transformateurs et de nos technologies, l'objectif a été d'obtenir un son mieux reproduit et plus musical ». L'entreprise compte 99 employés.
En 1956, Sansui fabrique des récepteurs radio à tubes électroniques (ou « lampes ») et en 1958, introduit les premiers préamplis à tubes stéréophoniques SP-220 et l'ampli Q-3535. Dans cette période débutent les premières exportations, l'objectif de Kosaku Kikuchi étant « d'élaborer des produits Hi-Fi supérieurs à ceux de Fisher Electronics (en) ou de H.H. Scott (en) ».
Le pré-amplificateur SM-88 et le récepteur stéréo SM-20 sont distribuées en 1959 et l'effectif de la société passe à 597 employés. Une nouvelle usine est construite à Saitama pour répondre à la demande de transformateurs dans les applications à base de transistors.
1961 est l'année de la première cotation sur la deuxième section du Tokyo Stock Exchange et le nom de marque « Sansui » est enregistré aux États-Unis. La société, qui compte 885 employés, voit son capital porté à 150 millions de Yens (417 000 $ de cette époque).

### L'apogée
La marque, qui a développé jusqu’à lors près de 40 modèles d'amplificateurs et de récepteurs, présente en 1963 les modèles 500 et 1000 à tubes, destinés à l'exportation ; ils sont suivis par le 1000A (SAX-1000) en 1964 et le 500A en 1966. Ces récepteurs contribuent à assurer de solides bases financières et établissent la réputation de la marque au-delà du Japon — en particulier le récepteur 1000A qui continue à être exporté, avec plus de dix révisions connues, jusqu'au début des années 1970. L'entreprise propose également 15 transformateurs haut de gamme pour la Hi-Fi à tubes en 1963.

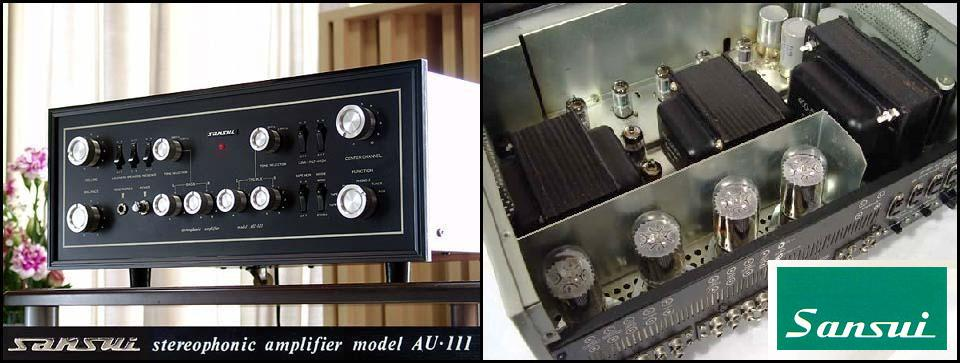
Amplificateur intégré AU-111

En 1964, avec la série des récepteurs SAX, l'amplificateur intégré à tube AU-70 et le tuner stéréo TU-70 AM/FM sont mis sur le marché. Considéré comme l'un des chefs-d’œuvre de la technologie à tubes, l'amplificateur intégré AU-111 fut commercialisé en 1965. La firme continue à produire l'AU-111 au début des années 1970 et le réédite en deux modèles différents en 1999 et 2001. 1965 est aussi l'année où la compagnie commence à exporter son premier récepteur à transistor TR-707A, et devient le distributeur exclusif de JBL au Japon.
Les premières enceintes acoustiques SP-100 et SP-200 sont dévoilées en 1966, l'année de création de la Sansui Electronics Corp. à New York. Le préamplificateur à tubes CA-303 et les amplificateurs de puissance BA-202 et BA-303 (La gamme des BA est maintenue jusqu'au milieu des années 1990) sont mis sur le marché en 1967. Ces amplificateurs, les derniers utilisant des tubes, sont peut-être moins connus que d'autres mais sont cependant très ambitieux pour l'époque, et leur influence fut significative sur le design électronique des amplificateurs suivants. 1967 est également l'année où la société introduit son premier amplificateur intégré à transistors à base de silicium, l'AU-777 qui est devenu un best-seller, suivi de sa première platine vinyle, la SR-4040.

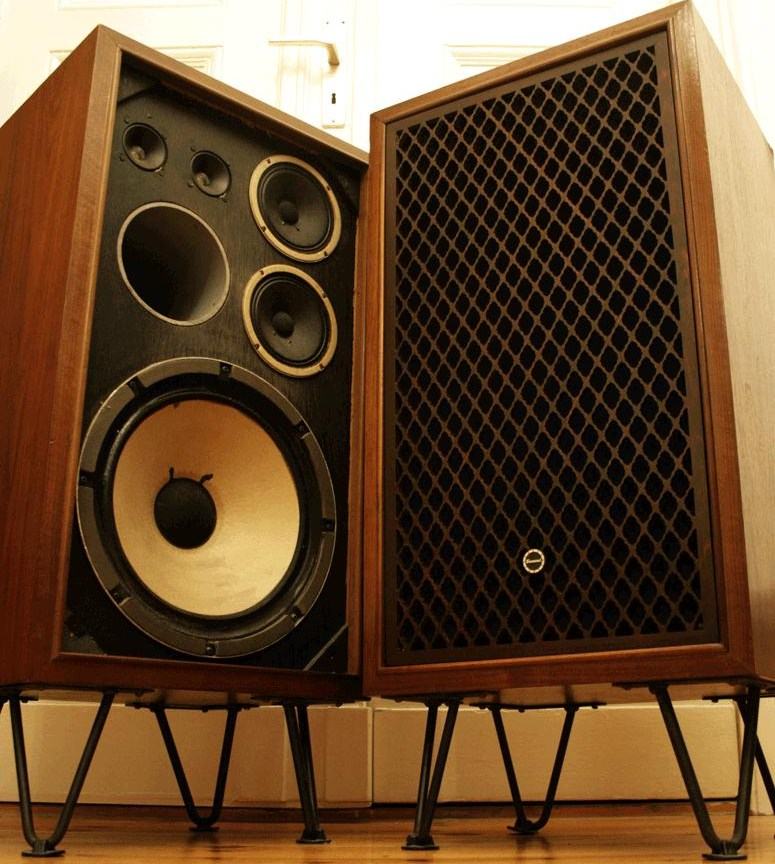
Enceintes acoustiques SP-200

En 1968, Kosaku Kikuchi souligne la philosophie de son entreprise : « être indépendant, sans sous-traitance ». En retour, la société cesse de produire des transformateurs pour d'autres fabricants. C'est la première étape d'une mutation de la société, qui passe de fournisseur de composants à véritable fabricant de produits finis.
En 1969, le capital de la firme s’élève à 1,2 milliard de Yens (3,3 millions $), et l'année suivante, en 1970, avec ses 1 699 employés, elle est cotée dans la première section des bourses de Tokyo et d'Osaka. La compagnie établit alors Sansui Audio Europe S.A à Anvers en Belgique et présente l'amplificateur intégré haut de gamme AU-999 ainsi que le synthétiseur quadriphonique QS-1. Associé au nouveau format matricé QS, ce synthétiseur est capable d'enregistrer et de restituer une image sonore sur quatre canaux. Cette même année, la société présente son premier « pur » amplificateur intégré, l'AU-666, qui marque le début de la conception d'amplificateurs à transistors modernes.
En 1972, elle fabrique près de 40 000 amplificateurs par mois, ce qui représente 25 % de la production japonaise. 70 % de ses produits sont destinés à l'exportation. Elle compte 2 358 employés répartis sur six sites de production situés à Mitaka, Shizuoka, Saitama, Nagano, Koriyama et Sukagawa.
En 1974 naît l'amplificateur AU-9500, l'une des pièces maîtresses dans lesquelles Kosaku Kikuchi a pu s'impliquer avant son départ à la retraite. Sa devise était alors « que les produits parlent d'eux-mêmes ». En concurrence avec le format quadriphonique SQ de CBS, cette période fut celle de la sortie du récepteur QRX-9001, qui est le fruit d'un investissement massif dans la mise au point de ce type d'appareils.
La production et l’ensemble des techniques liées aux transformateurs accumulées au cours des 34 années précédentes sont cédées en 1978 à la société Hashimoto Electric Co., Ltd qui assurera par la suite la fourniture de transformateurs OEM à Sansui.
Au Royaume-Uni vers 1982, les amplificateurs AU-D101 et AU-D33, très appréciés par la critique ; ils étaient si bien assortis aux enceintes KEF Coda III qu'ils sont proposés en lot dans certains points de vente .

### Le déclin
Après de multiples difficultés financières, amorcées avec l’échec commercial de la quadriphonie auprès des consommateurs et une perte de visibilité face à la concurrence sur le marché nord-américain à la fin des années 1980, la firme, alors dirigée par Ryosuke itô, tente de se concentrer sur la fabrication de composants très haut de gamme au Japon avant de commencer à fabriquer des téléviseurs de qualité supérieure et d'autres équipements vidéo. Ces tentatives de sauvetage resteront infructueuses et l'entreprise cessera finalement d'exporter.
À la fin des années 90, les licences commerciales du nom de marque Sansui seront vendues à différentes sociétés d'électronique. C'est ainsi que la filiale américaine d'Orion Electric, basé à Osaka et Fukui au Japon, commercialisera des produits sous la marque.
Finalement, Sansui se réduira une marque ombrelle, ce qui engendrera un changement radical dans la qualité de ses produits et les audiophiles la considèreront alors comme une marque destinée à un marché grand public, plutôt qu'un fabricant d'électroniques audio haut de gamme.

## Historique complémentaire

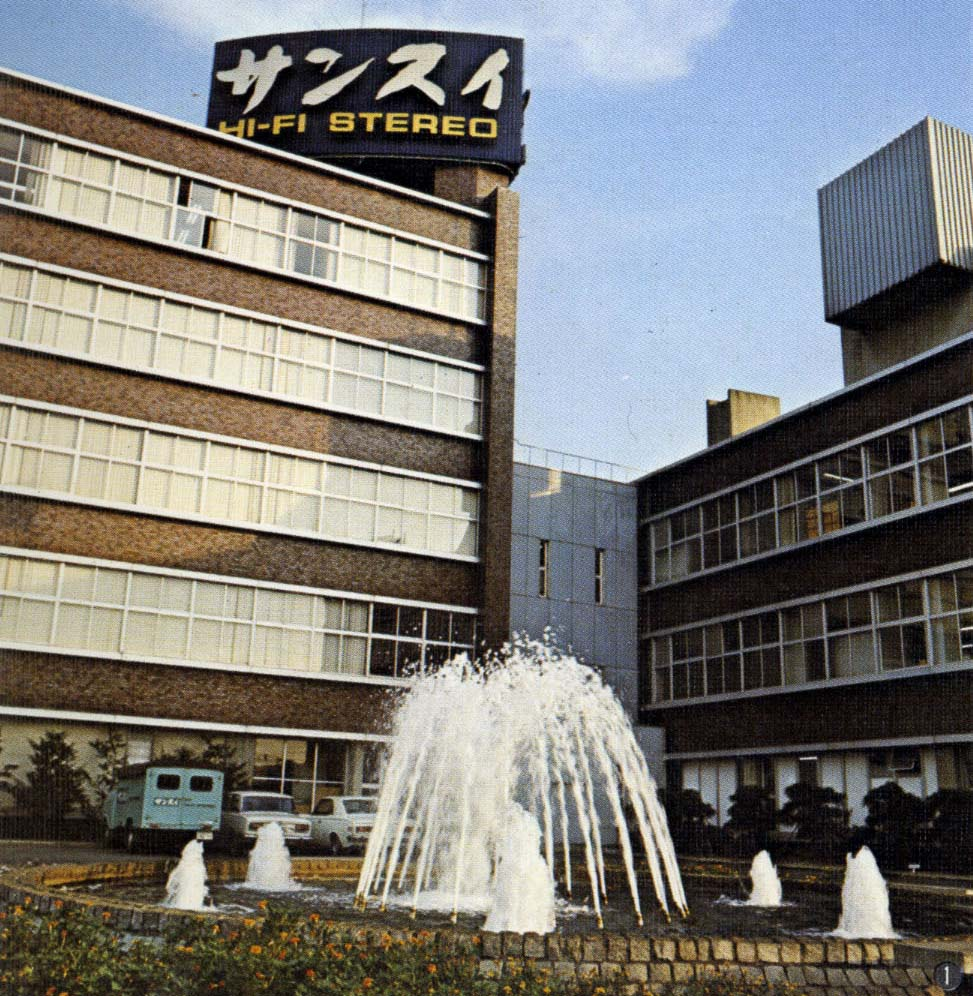
Siège social de l'entreprise à Izumi-Cho (1972)

- 1944 / 05 — Kosaku Kikuchi installe une usine à Yoyogi Kamihara, Shibuya-ku, Tokyo.
- 1947 / 06 — Création officielle de Sansui Electric Co., Ltd.
- 1953 / 08 — Production du premier amplificateur stéréo de la firme.
- 1955 / 11 — Fondation à Suginami Tokyo, d'Onken Kogyo Co. filiale spécialisée en amplis.
- 1956 / 01 — Onken Kogyo Co. est renommée Sansui Onken Co.
- 1957 / 01 — Début d'une production d'amplificateurs intégrés destinés à l'exportation.
- 1957 / 03 — Les activités de Sansui sont transférées à Suginami, Tokyo.
- 1960 / 04 — Fusion de Sansui Onken Co. et de Sansui Electric Co.
- 1961 / 12 — Entrée dans la deuxième section du Tokyo Stock Exchange[3].
- 1969 / 10 — Le capital est porté à 1,2 milliard de Yens et création d'une filiale USA.
- 1970 / 03 — Entrée dans la 1ère section du Tokyo Stock Exchange et Osaka Exchange.
- 1974 / 10 — Fujiwara Keizo est nommé président de la société.
- 1979 / 01 — Développement et introduction du « Diamond Differential Circuit »[4].
- 1980 / 10 — Établissement des filiales anglaises et allemandes (de l'ouest).
- 1984 / 01 — Développement du « Twin Diamond Balanced Drive Circuit ».
- 1986 / 02 — Ryosuke Itô est nommé président de l'entreprise.
- 1986 / 06 — 380 personnes, soit un quart des employés, sont sollicités pour un départ volontaire à la retraite[5].
- 1987 / 06 — Changement du logo de la compagnie.
- 1989 / 10 — Rachat à 51% par Polly Peck Int'l (UK) (l'une des 1ères acquisitions étrangères d'entreprises japs cotées au TSE)[6].
- 1992 / 06 — Akaï Holdings Ltd (ancienne filiale de Semi-Tech à Hong-Kong) acquiert une participation minoritaire à 17,5 %.
- 2000 / 04 — Déplacement du siège social de Yokohama-shi à Kodaira-shi, Tokyo.
- 2001 / 11 — Effondrement d'Akaï Holdings à la suite d'une perte record de 1,65 milliard USD en 1999 (crise financière asiatique)[7].
- 2001 / 12 — Fermeture de l'usine Sukagawa, dans la préfecture de Fukushima.
- 2002 / 10 — Entrée dans le domaine des systèmes informatiques; rapidement suivie d'une sortie pour aggravation des déficits.
- 2004 / 11 — Acquisition de la filiale Sansui Sales Pte. Ltd.
- 2012 / 05 — Déplacement du siège social de Kodaira-shi à Ōta-ku, Tokyo.
- 2014 / 08 — L'entreprise est mise en faillite par le tribunal de Tokyo.

## Types de produits commercialisés

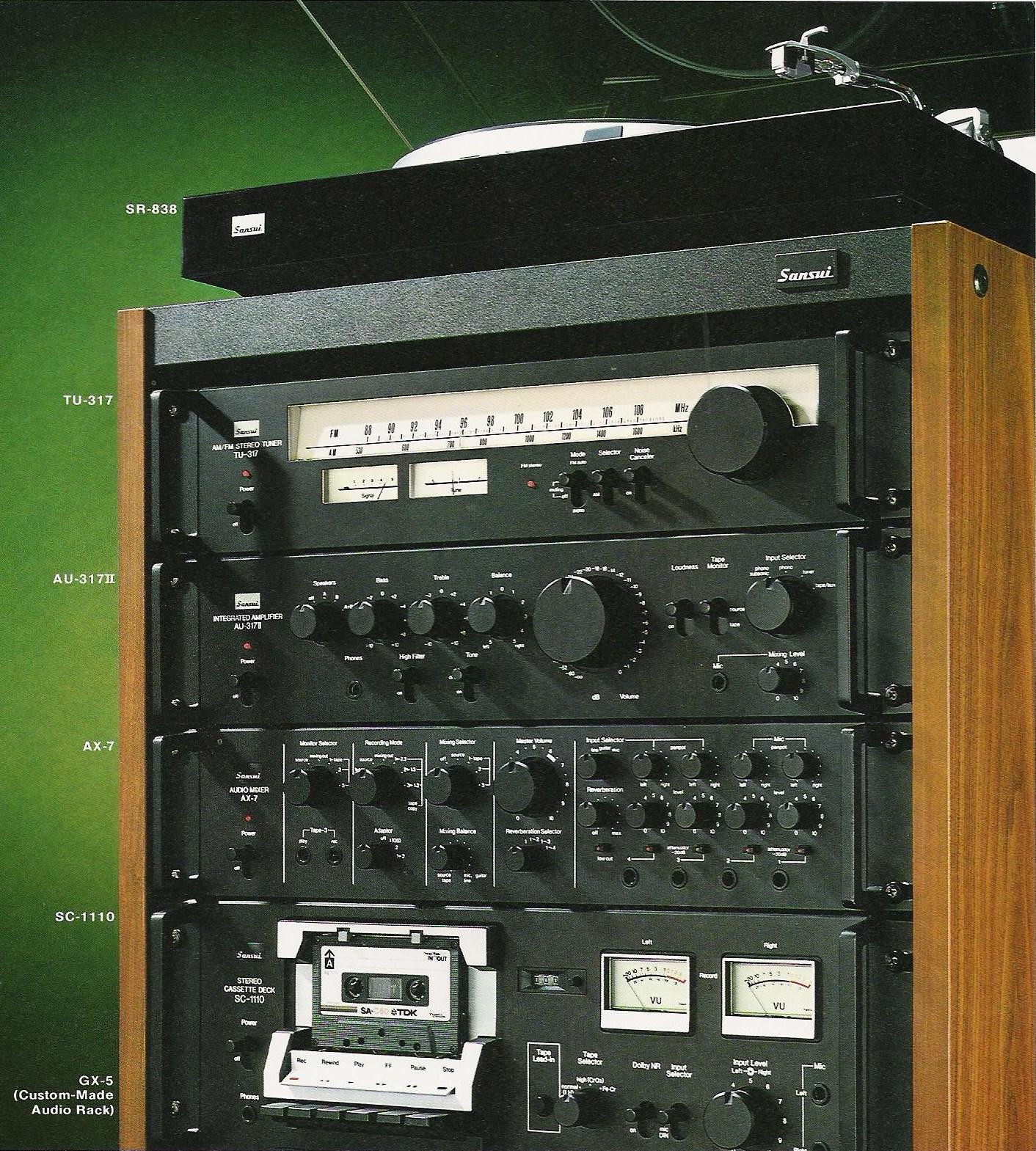
Une chaîne hi-fi complète de 1980 (AU-317II)

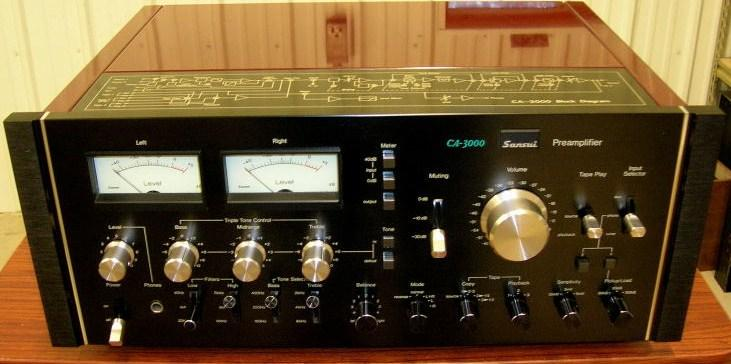
Pré-amplificateur CA-3000

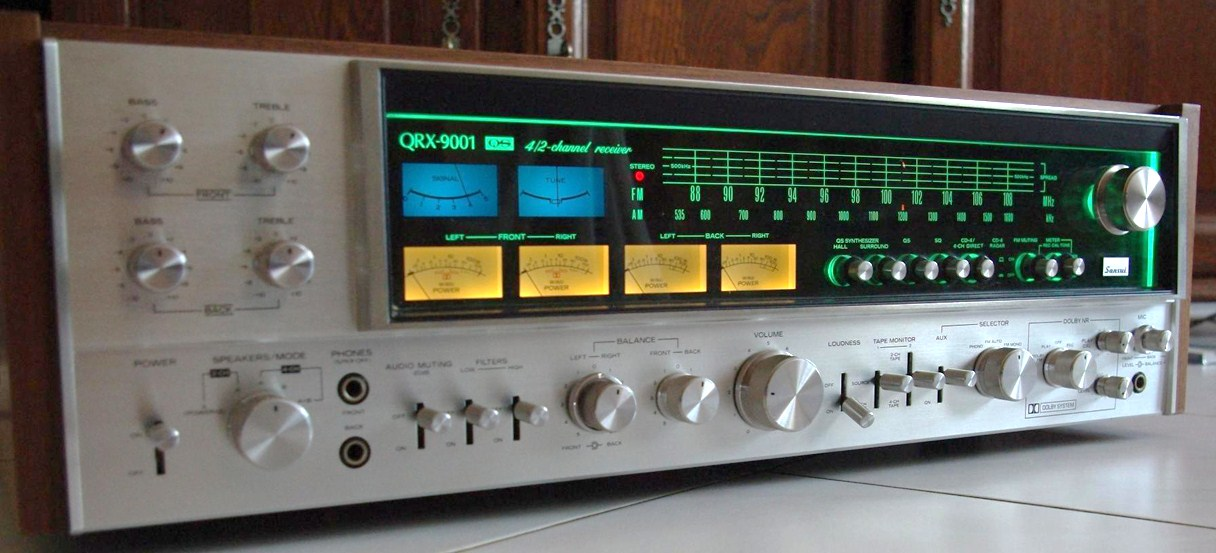
Récepteur quadriphonique QRX-9001

- Pré-amplificateurs et amplificateurs (intégrés/puissances/tubes/transistors)
- Enceintes acoustiques
- Lecteurs de cassettes magnétiques
- Platines vinyles et platines CD audio
- Récepteurs/amplificateurs radio : stéréo et quadriphoniques
- Téléviseurs haut de gamme
- Mixeurs et égaliseurs audio
- Émetteurs/Récepteurs Citizen-Band
- Magnétophones à bande magnétique

## Anecdotes

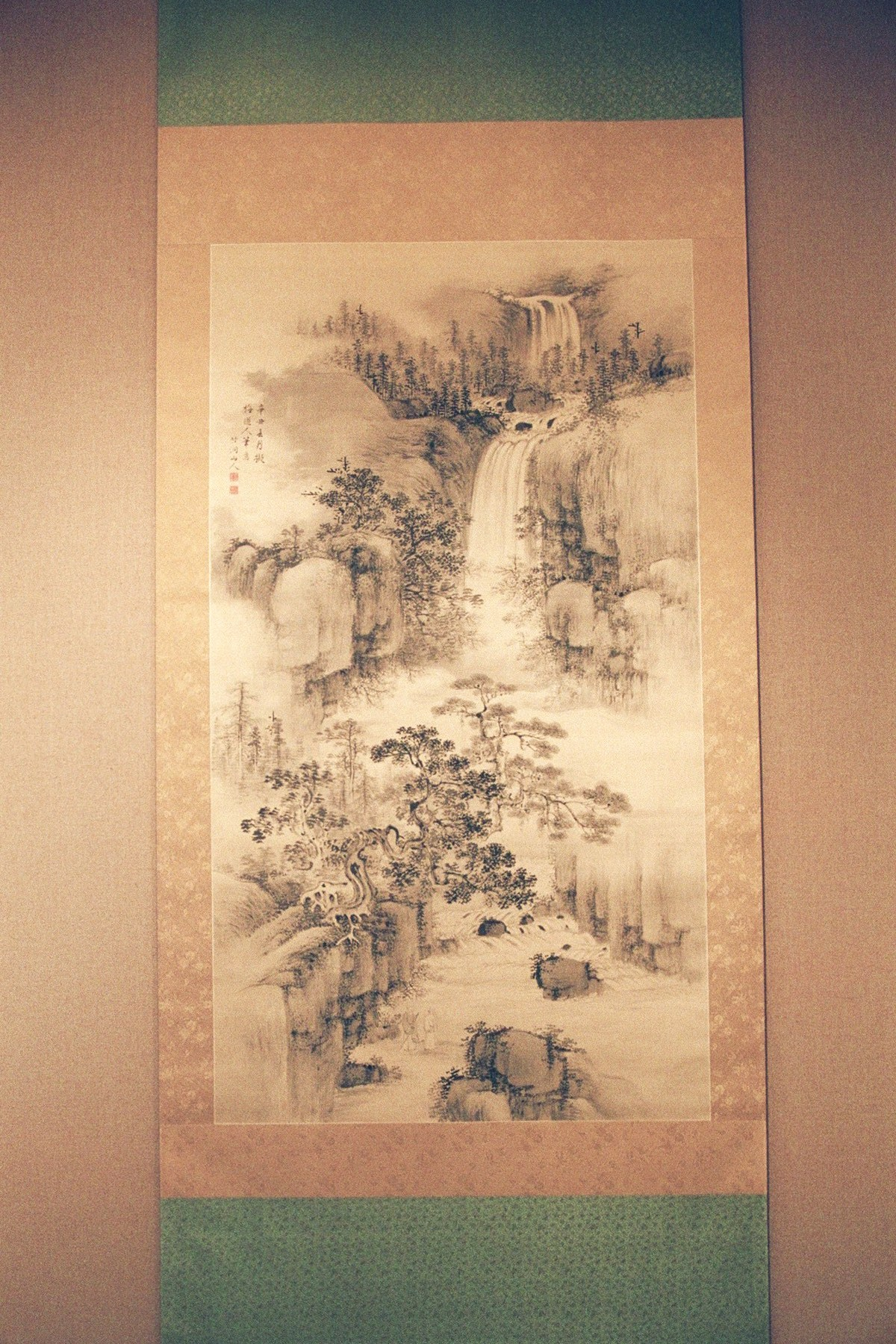
Peinture Japonaise de style Sansui

### Innovations
Parmi les innovations et inventions importantes, elle fut la première entreprise à créer le premier amplificateur haute tension tube-transistor[réf. nécessaire]. Elle a également été pionnière avec l'ingénieur Ryosuke Itô qui orientera ses travaux vers la quadriphonie pour proposer un son « Surround » dès 1970 grâce à la matrice QS (en) ainsi qu'en élaborant un protocole de transmission radio AM « stéréophonique » en 1976. Le traitement numérique du son est introduit par la société en 1983.
Sansui proposera une série de concepts pour réduire la distorsion de ses amplificateurs, tels que le « Straight DC » en 1976, le « Diamond Differential » en 1979, le « Super Feedforward », en 1980 et le « Twin Diamond Balanced Drive » en 1984.

### Le mot «Sansui»
Le terme "Sansui" signifie montagne et eau en Japonais, il désigne certains Lavis à l'encre noire représentant la nature (arbres, rochers, cours d'eau), ces dessins appelés "sumi-e" ou "suiboku-ga" sont à la fois issus d'une technique de peinture monochrome et d'une forme de méditation, ils trouvent leurs origines dans la calligraphie chinoise du Ve siècle et ont été importés au Japon par des moines Zen du XIVe siècle, comme Sesshū Tōyō .
La devise du fondateur M. Kosaku était : "La puissance potentielle du KI (気) des perles d'eau (sui) associée à un principe immuable comme une montagne (san)"

### Caisse de retraite Sansui Electric
À partir du 1er janvier 1972, le fonds de pension Sansui Electric Co., Ltd. a été créé afin de stabiliser les moyens de subsistance des salariés âgés. La décision de dissoudre le fonds qui s’élevait à 110 millions de Yens a été prise en 2001 en raison de la détérioration des conditions financières, il fut redistribué aux employés et retraités inscrits dans les actifs éligibles.